# Max Rosengart

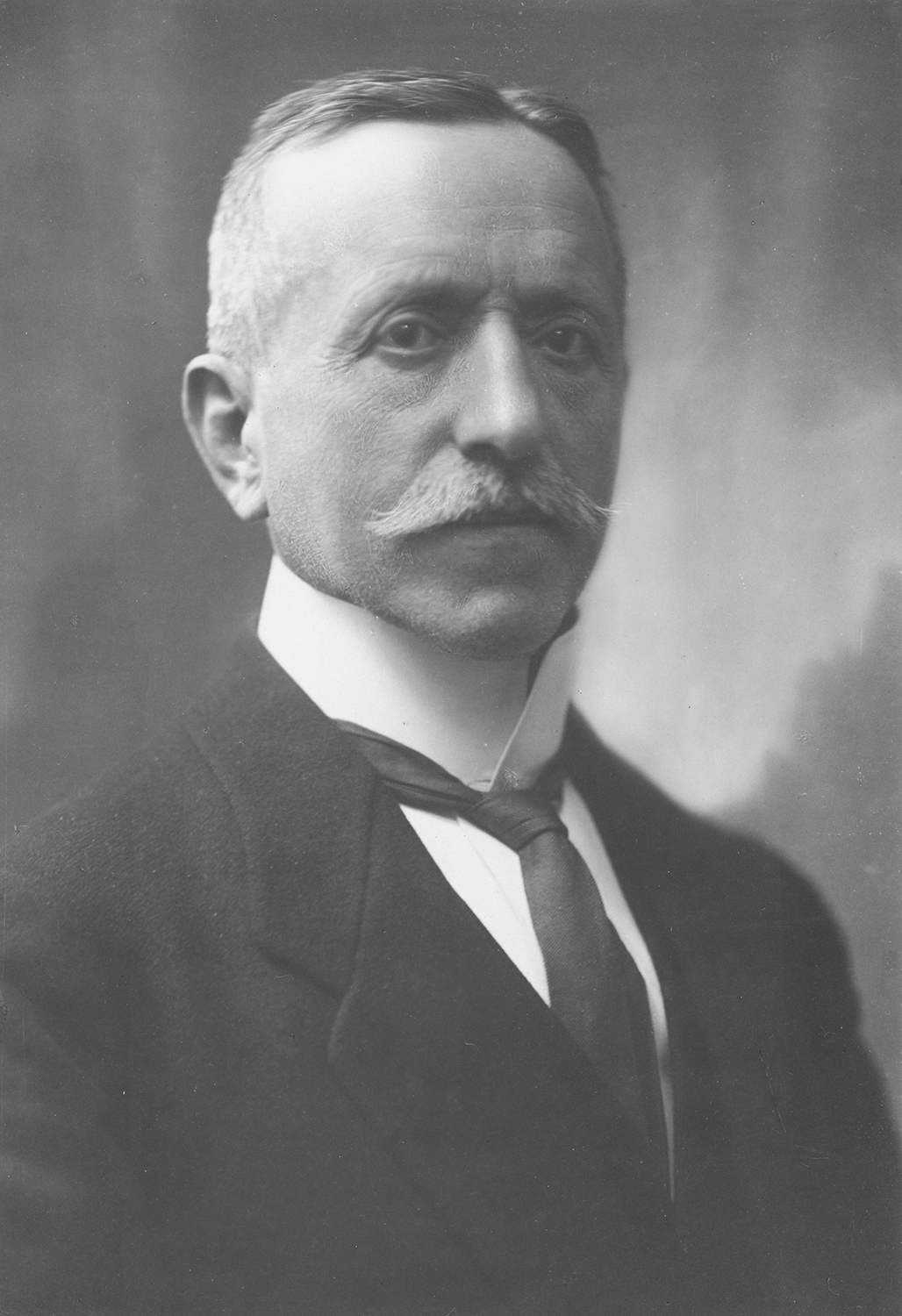
Max Rosengart

Max Rosengart (* 18. Juni 1855 in Hundersingen; † 19. Mai 1943 in Stockholm) war Rechtsanwalt, Gemeinderatsmitglied und Ehrenbürger in Heilbronn sowie langjähriger Vorsitzender der Süddeutschen Volkspartei.

## Familie und Leben
Die Vorfahren Rosengarts waren Schutzjuden der Freiherren von Liebenstein und der Fürsten von Schwarzenberg. Max war eines von mehreren Kindern einer Bauernfamilie aus Hundersingen (heute Ortsteil von Münsingen), die auch das Gasthaus „Zum Rößle“ betrieben. Er machte sein Abitur in Ulm, wo er auch seine Militärzeit absolvierte. Er studierte Rechtswissenschaften in Tübingen und Leipzig und war dann später Rechtsanwalt in Heidesheim. Im Oktober 1884 kam Rosengart nach Heilbronn, wo er eine Anwaltspraxis eröffnete. In Heilbronn heiratete er Emma, geb. Dannheiser. Von 1892 gehörte der Familie Rosengart das Haus Wilhelmstraße 7, das seit 1937 der Stadt Heilbronn gehört.

## Wirken
Max Rosengart zog 1890 für die Süddeutsche Volkspartei, welche in Württemberg in der Tradition der Demokratischen Volkspartei stand, in den Heilbronner Gemeinderat ein, dem er zunächst einige Jahre, dann von 1903 bis 1928 angehörte. Er teilte sich zeitweilig im Auftrag der bürgerlichen Kollegien mit Georg Härle und Gustav Kiess die Geschäfte des Oberbürgermeisters Paul Hegelmaier, gegen den ein Amtsenthebungsverfahren lief. In dieser Zeit wurde der Bau des Stadtbades durchgeführt und der für die Entwicklung des Stadtbildes wichtige Durchbruch der Kramstraße (später: Kaiserstraße) zur Allee beschlossen. Rosengart war ferner Vorsitzender des Aufsichtsrates der Wohnungsfürsorgegenossenschaft.
Max Rosengart gehörte zu der Gruppe junger Demokraten, die 1907 mit Theodor Heuss, Ernst Jäckh und Leonhard Frank die Wahl von Friedrich Naumann in den Reichstag vorbereitete und durchsetzte. Viele Jahre war Rosengart Vorsitzender der süddeutschen Volkspartei. 1929 wurde er Ehrenmitglied der demokratischen Partei Württembergs.
1927 wurde die Verbindungsstraße von der Sontheimer Straße zur Hohrainstraße in Heilbronn in Rosengartstraße umbenannt. Zu seinem 75. Geburtstag erhielt er 1930 das Heilbronner Ehrenbürgerrecht, „in Würdigung der besonderen Dienste, die er in selbstlosester Tätigkeit während 30 Jahren der Stadt widmete“. 1939 wanderte der jüdische Rechtsanwalt nach Stockholm aus.

## Würdigung
Willy Dürr über Max Rosengart 1955: „Es gab kaum ein Gebiet, auf dem er nicht durch seinen scharfen Verstand, seine rasche Auffassungsgabe, seine Sachkenntnis, seine glänzende Beredsamkeit, seine Schlagfertigkeit führend wirkte...Dank seiner persönlichen Liebenswürdigkeit, seiner allumfassenden Bildung, namentlich auch auf allen Gebieten der Kunst, seiner frischen lebendigen geistvollen, freundliche Art wurde er auch als Mensch überall geschätzt.“
Die Rosengartstraße in Heilbronn ist nach ihm benannt worden.